# Ржевуский, Вацлав Северин
Граф Вацлав Северин Ржевуский (пол. Wacław Seweryn Rzewuski, «Эмир Золотая Борода», «Атаман Ревуха», 15 декабря 1785, Львов — 14 мая 1831) — польский аристократ, путешественник и востоковед, живший главным образом в Австрийской империи. Яркая фигура эпохи романтизма, прекрасный наездник и знаток лошадей, владелец Подгорецкого замка. Пропал без вести во время Ноябрьского восстания в Царстве Польском (1830—1831).

## Ранние годы
Представитель магнатского рода Ржевуских герба «Кшивда». Сын гетмана польного коронного Северина Ржевуского (1743—1811) и Марии Констанции Любомирской (1763—1840). Двоюродный брат Адама Ржевуского — отца Эвелины Ганской и Каролины Собаньской.
Хороший знаток музыки, играл на фортепиано, прекрасно пел по-итальянски, писал музыку, прозу, стихи, а также философские произведения на французском и польском языках. Безупречно ездил на лошадях и владел оружием. В мороз выходил на улицу голым и приказывал обливать себя водой.
После того как российская императрица Екатерина II лишила последнего польного гетмана коронного Северина Ржевуского имений, тот вынужден был эмигрировать в Вену. Вместе с отцом в Вену отправился восьмилетний Вацлав (1794), где мальчик изучил турецкий и арабский языки. Там Вацлав Ржевуский познакомился с бароном Йозефом фон Хаммер-Пургшталем, с которым в 1808-18 годах издавал журнал «Fundgruben des Orients» (первый в Европе востоковедческий журнал).
Воспитывался и учился в военном университете. С разрешения своего отца поступил в австрийский гусарский полк. В 1809 году подпоручик гусарского полка Вацлав Ржевуский отличился в битве под Асперном. Позднее нёс службу в уланском полку Шварценберга, где дослужился до чина ротмистра. В 1811 году вышел в отставку.

## Путешествия по Востоку
После смерти отца в 1811 году Вацлав Северин проживал у своей сестры Марии, жены Ярослава Потоцкого. У них Ржевуский познакомился с турецким адмиралом Рамиз-пашой, который жил в эмиграции, в Николаеве. Вацлав Ржевуский, хорошо знавший восточные языки, сумел расположить к себе пашу, который предложил ему составить компанию по пути в Турцию, однако под Бухарестом Рамиз-паша погиб, и Вацлав Северин Ржевуский вынужден был отложить своё путешествие.
В 1818 году Ржевуский отправился из Подолии в поездку на Ближний Восток, взяв с собой дворового лекаря Константина Хотинецкого, слугу Мартина, казака Сокола из Саврани и других надворных казаков. Посетил Стамбул, Сирию (Алеппо), Ливан, Палестину и Багдад, заслужил дружбу и доверие лидеров бедуинских племен, принимал участие в их повседневной жизни, праздниках и войнах. За свою отвагу получил от бедуинов титул Тадж ель-Фахр ель-Нишаан («Венец Славы»). Составил карты Мекки, Персии и Аравийского полуострова.

## Произведения
Свои впечатления от путешествия на Восток изложил на французском языке в мемуарах «Sur les chevaux et provenants des races orientales», украшенных более 400 цветными рисунками, а также нотами бедуинской музыки. Труд Ржевуского с 1827 года хранится в Национальной библиотеке Польши. Он состоит из двух томов: в первом описаны Аравийский полуостров и пребывание там Ржевуского, во втором — рассказано о породах арабских лошадей, их кормлении и т. д. В приложениях содержатся переписка Ржевуского с королём и королевой Великобритании, с известной специалисткой по восточной тематике Эстер Сангоп, а также рисунки, карты, планы и ноты.
Вацлав Северин Ржевуский был автором произведения «Путешествие в Пальмиру» (1821).

## Последнее десятилетие
В 1821 году граф Ржевуский вернулся в Подолию, где в своём имении Саврань стал вести романтический бедуинско-кочевой образ жизни с дворовыми казаками и торбанами. Был покровителем польско-украинского поэта и певца Григория Видорта. Основал в Саврани музыкальную школу, где учились бандурники, лирники и кобзари.
В 1825-26 годах Вацлав Северин Ржевуский входил в состав польского Патриотического общества.

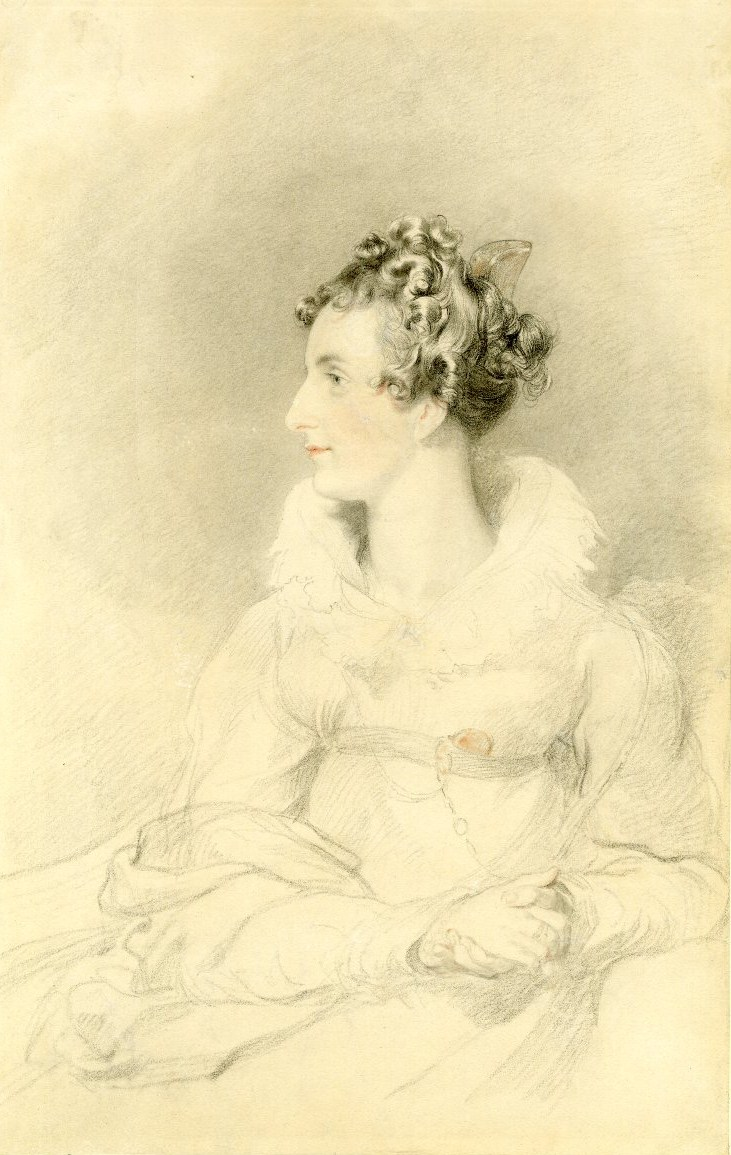
Розалия Ржевуская, жена

В 1830 году принял активное участие в Ноябрьском восстании против Российской империи. Выставил в помощь польским повстанцам кавалерийский отряд на арабских скакунах. В 1831 году командовал полком из 800 казаков в Балтской округе, его лагерь находился в селе Жабокрич. Действовал совместно с 18-летним Владимиром Потоцким, Исидором и Александром Собаньскими. После проигранного боя с русскими под Дашевом пропал без вести при невыясненных обстоятельствах.

## Семья
17 августа 1805 года в Вене женился на княжне Розалии Любомирской (1788—1865), дочери магната Александра Любомирского (1749—1808) и Розалии Ходкевич (1768—1794), которая была близка к королеве Марии-Антуанетте и сложила свою голову на плахе в год революционного террора. 
Дети:
- Станислав Ржевуский (1806—1831)
- Леон Ржевуский (1808—1869)
- Каликста Ржевуская (1810—1842), жена с 1840 года итальянского аристократа Микеланджело Каэтани (1804—82), князя Сермонеты.
- Витольд Ржевуский (1811—1837)

## Образ в литературе и искусстве
Вацлаву Ржевускому посвятили свои произведения Адам Мицкевич (стихотворение «Фарис»), Юлиуш Словацкий («Дума про Вацлава Ржевуского»), Винцент Поль («Золотобородый гетман»), Михал Будзинский («Вацлав Ржевуский»).
Стал героем песни Томаша Падуры «Золотая борода», «Ревуха» («Пение Ревуха»): «Гей, пане гетьмане Золотая Борода (…), Гей, пане Ревуцький, прийде ну же, милий ляше», а также песни В.Домонтовича «Ой поїхав Ревуха та по морю гуляти».
На своих картинах его изобразили польские художники Юлиуш Коссак, Петр Михаловский и Януарий Суходольский.

## Песня
- Песня «Путешествие Вацлава Ржевуского» (муз. Григория Видорта) — в сопровождении торбана (mp3)